# Distretto di Weicheng (Weifang)
Il distretto di Weicheng (潍城区S, Wéichéng QūP) è un distretto della Cina, situato nella provincia dello Shandong e amministrato dalla prefettura di Weifang.